# Франкувальна машина
Франкувальна машина — машина, яка обробляє поштові відправлення: ставить штемпель, який є замінником поштової марки, штемпель поштового погашення з датою і підраховує загальну суму зборів за поштові відправлення.
За допомогою цієї машини можуть здійснюватися наступні операції: штемпелювання, франкування, наклейка етикеток на конверти всіх класів кореспонденції, всіх форм і розмірів і ін.